# Kvaszovec
A Kvaszovec (ukránul: Квасовець) folyó Kárpátalján, a Talabor bal oldali mellékvize. A Kraszna-havason, a Topasz északnyugati lejtőjén ered.
Vízgyűjtője Szinevér–Kvaszovec néven a Szinevéri Nemzeti Park részeként védett, 2017 óta A Kárpátok és más európai régiók ősbükkösei világörökségi helyszín része.